# 猶太力量
猶太力量是以色列的一个极右翼以及支持 极端民族主义、 卡漢主義和具有反阿拉伯情緒的政党。 該黨基本上繼承凯煦的意识形態。 該黨支持一国方案， 反对承認巴勒斯坦国，主张廢除奧斯陸協議。 
该党主张“加強以色列学生的犹太人认同感”。 该党反对任何冻结以色列定居点建设的提議，也反對释放巴勒斯坦武裝分子，也反對以色列當局与巴勒斯坦权力机构谈判。 该党主张驱逐以色列國內的“阿拉伯极端分子”  ，也支持將聖城守衛驱逐出以色列。 該黨還支持救助老年人和残疾人，並且反对堕胎。 
该党成立於2012年11月13日，由迈克尔·本-阿里 等人創立。伊塔马尔·本-格维尔後來成為該黨的領導人。